# 고백할 수 없는
"고백할 수 없는"은 2016년에 개봉한 대한민국의 영화이다.

## 캐스팅
- 배성우 : 병천 역
- 정성일 : 세영 역
- 정민결 : 나래 역
- 박리디아 : 미경 역
- 이승기 : 김 피디 역
- 김경민 : 퀵맨 역
- 김진욱 : 의사 역
- 김성영 : 옆집아줌마 역
- 양인화 : 나래 친구 1 역
- 김수양 : 나래 친구 2 역